# Jan Stejskal
Jan Stejskal (Brno, 15 gennaio 1962) è un ex calciatore ceco, di ruolo portiere.

## Carriera

### Giocatore

#### Club
Dopo aver iniziato nelle giovanili del Zbrojovka Brno, andò al RH Cheb, dove fece il servizio militare.
Nel 1983 passò allo Sparta Praga. Nella sua prima stagione giocò 14 partite, nella seconda 22. Nel 1990 si trasferì nel Regno Unito al Queens Park Rangers, dove rimase per quattro anni prima di ritornare in Repubblica Ceca, questa volta allo Slavia Praga.
Terminò la carriera nel 1999 al Viktoria Žižkov.
Dal 1999 al 2012 fu l'allenatore dei portieri dello Sparta Praga.

#### Nazionale
Con la Cecoslovacchia e con la Rep. Ceca totalizzò complessivamente 31 presenze. Debuttò il 29 maggio 1986 contro l'Islanda subentrando al 76º minuto a Luděk Mikloško e la sua partita fu il 25 maggio 1994 contro la Lituania. Partecipò al campionato del mondo 1990.

### Allenatore
Nella stagione 1999-2000 allenò i portieri dello Slavia Praga, mentre la stagione successiva allenò quelli dello Sparta Praga. Dal 2002 allena i portieri della Nazionale ceca.

## Palmarès

### Club

#### Competizioni nazionali
- Campionato cecoslovacco: 6

Sparta Praga: 1983-1984, 1984-1985, 1986-1987, 1987-1988, 1988-1989, 1989-1990
- Coppa di Cecoslovacchia: 3

Sparta Praga: 1983-1984, 1987-1988, 1988-1989
- Campionato ceco: 1

Slavia Praga: 1995-1996
- Coppa della Repubblica Ceca: 1

Slavia Praga: 1996-1997

#### Competizioni internazionali
- Coppa Piano Karl Rappan: 3

RH Cheb: 1981
Sparta Praga: 1985, 1989